# Професионална гимназия по екология и биотехнологии „Проф. д-р Асен Златаров“
Професионална гимназия по екология и биотехнологии „Проф. д-р Асен Златаров“ (често срещано и като ПГЕБ или ПГ по екология и биотехнологии) e основана през 1959 г. като Техникум по индустриална химия и металургия „Проф. д-р Асен Златаров“.
Училището подготвя средни химици-технолози и еколози. През годините училището е запазило за свой патрон великия български химик проф. д-р Асен Златаров. „Знаещият е силен, науката е мощ!“ – това е кредото, което следва гимназията вече 65 години, изпълнявайки заветите на своя патрон.
Квалифицирани преподаватели традиционно подготвят кадри в едни от най-актуалните направления на икономиката – екология, биотехнология и химични технологии. В училището са получили образование повече от 12 хиляди ученици, сред които има видни представители във всички сфери на съвременната индустрия и бизнес. Едни от най-видните възпитаници на гимназията са: проф. доц. д-р инж. Митко Георгиев (ректор на ХТМУ), доц. д-р Сеня Терзиева (зам.-ректор на ХТМУ), Левон Хампарцумян.

## История
През лятото на 1959 г. се подготвя откриването на Техникума по индустриална химия и металургия. Първоначално сградата на училището се е намирала в кв. Бъкстон, но по-късно то е преместено на мястото, на което се намира днес.
Първият директор на техникума е опитният педагог Мирослав Иванов Парушев – специалист, добре запознат с органичната, неорганичната и аналитичната химия, както и с тогавашните химични технологии.
Причината за откриването на училището е нуждата от добри химици-технолози за бързо развиващата се тогава химическа промишленост. Първият прием се е извършил на хора не по-големи от 25 години при 2-годишен срок на обучение. Класовете са били разделени на 50% мъже и 50% жени. Първите паралелки са били 10 на брой, от които 7 индустриална химия и 3 металургия. През учебната 1961 г. директор става заслужилият учител Петко Колев, който е директор до 1968 г.
В училището са се осъществявали смели идеи в областта на родното образование, новаторството и експеримента, умело съчетани с традициите. Върховно постижение в цялата история на училището са завоюваните призови места в републикански прегледи на училищната дейност за периода 1968–1982 г. В периода 1977–1991 г. директор на училището е Златка Попова.
През 1991 г. е избран нов директор – инж. Красимир Билев.
Въведена е нова образователна програма, осъществена съвместно с БАН и МОН. От септември 1990 г. техникумът има вече статут на Образцов техникум по химическа промишленост и биотехнологии (ОТХПБ) с професионална подготовка по екология, биотехнологии, химични технологии и автоматизация на производството. През 2003 г. техникумът променя наименованието си на ПГЕБ „Проф. д-р Асен Златаров“. Училището е между водещите в страната с въвеждане на технизацията и прилагането на научния подход в учебно-възпитателния процес. Материалната база притежава ученически химически лаборатории – едни от най-модерните и впечатляващи в страната. От 2008 г. дългогодишната история на училището продължава с назначаването на инж. Наталия Вълчева като директор. Това е времето на успешните иновации чрез въвеждането на нови специалности и подобряване на учебните програми за химическите специалности. Нововъведените специалности са: Технология на биогоривата и Технология на хомеопатичните и фитопродукти. През 2012/2013 г. под ръководството на инж. Вълчева е осъществен проект „София“ по оперативна програма „Регионално развитие“. Резултат на проекта е успешно направен вътрешен ремонт на училищната сграда.
Голяма част от преподавателите повишават своята квалификация в наши и чужди институти и прилагат успешно новите методи и подходи в обучението, както по общо образователните предмети така и по специалните дисциплини. Резултат от съвместната дейност на учители и ученици са множеството награди по проекти, участия в международни срещи, срещи с видни личности. Учениците на ПГЕБ знаят и умеят да побеждават при участието си в редица състезания и олимпиади, както на образователни така и на спортни дисциплини. Достойното им представяне в училищни и извън училищни мероприятия е най-голямата награда за училището и доказателство за успешния съвместен труд на целия колектив. Професионално усъвършенстване и лично удовлетворение младите „химици“ получават в училищните клубове: „Екоклуб“ (с ръководител инж. Цветелина Йочева) и „Евро клуб“ (с ръководител инж. Илка Вардарова). Престиж за училището е и работата по международните проекти „Леонардо да Винчи“, „Euro Nach 2” и проект „Професионално образование без граници“.

## Специалности през годините
- Индустриална химия
- Металургия
- Автоматизация на производството
- Биотехнологии (днес Технология в биопроизводствата)
- Технология за опазване на околната среда (днес Екология и опазване на околната среда)
- Технология на фармацевтичните и парфюмерийно-козметични продукти
- Технология на биогоривата
- Технологичен и микробиологичен контрол в химичните производства
- Технология на хомеопатичните и фитопродукти
- Химични технологии
- Оператор в химични процеси
- Целулоза и хартия